# Doscientos noventa y uno
El doscientos noventa y uno (291) es el número natural que sigue al doscientos noventa y precede al doscientos noventa y dos.

## Propiedades matemáticas
- Este número tiene cuatro divisores: 1, 3, 97 y 291. La suma de sus divisores, excluyéndolo a él mismo, es menor a su valor, por lo que es un número deficiente.
- Es el producto de dos números primos, 3 y 97, por lo que se le considera un semiprimo.
- Forma parte de cinco ternas pitagóricas: (195, 216, 291), (291, 388, 485), (291, 4700, 4709), (291, 14112, 14115) y (291, 42340, 42341).
- Es un palíndromo en  base 9: 353.
- Es el  159º número congruente.[1]
- Es la suma del 52.º número primo (239) y 52, por lo que forma parte de la serie {\displaystyle a(n)=en{\acute {e}}simo\ primo+n}.[2]
- Es el 41.er número feliz.

## En otros campos
- (291) Alice es un asteroide del cinturón de asteroides descubierto en 1890.
- 291 es la masa atómica del isótopo 291Lv del elemento sintético livermorio.
- 291 fue el nombre de una revista y una galería de arte neoyorquina a principios del siglo XX. Su nombre se debe a su dirección: 291 de la Quinta Avenida.